# Евагрий Понтийский
Евагрий Понтийский (Эвагрий; греч. Εὐάγριος, ὁ Ποντικός; 346—399) — христианский богослов, византийский философ, монах-пустынник.

## Жизнеописание
Родился около 345 года в небольшом понтийском городке Ивора, расположенном на севере современной Турции (Токат).
Отец Евагрия был рукоположён святителем Василием Великим в хорепископа.
Евагрий был также принят в клир святителя Василия и рукоположён им во чтеца.
После внезапной кончины в 379 году Василия Великого Евагрий покинул Каппадокию и прибыл в Константинополь к епископу Григорию Богослову. Став архиепископом Константинопольским, святитель Григорий Богослов сделал Евагрия своим архидиаконом.
Евагрий стал верным помощником и учеником святителя. Об этом свидетельствует сам святитель Григорий Богослов в «Завещании», написанном 31 мая 381 года, где говорит: 
«Диакону Евагрию, понёсшему вместе со мной много трудов и забот, а также во многих обстоятельствах проявившему благоволение ко мне, я выражаю благодарность пред Богом и людьми. Большими воздаяниями отблагодарит его Бог, но, чтобы нам не пренебречь малыми знаками дружбы, я желаю подарить ему одну рубашку, один стихарь, два плаща и тридцать золотых монет».
Уклонился от многообещающей церковной карьеры ради монашества: с 383 года сначала в Нитрийской, затем в Келлийской пустыни в Египте. В Келлиях Евагрий оставался вплоть до своей кончины. Духовным отцом его стал преподобный Макарий Египетский, подвизавшийся ещё дальше в глубине пустыни, в Скиту, где Евагрий постоянно навещал его, ища духовного назидания.
Около него собрался и круг учеников. Имена по крайней мере двух из них нам известны: это Палладий, автор известного «Лавсаика», и впоследствии епископ Еленопольский, и Ираклид, родом с Кипра, позднее рукоположённый святителем Иоанном Златоустом в епископа Ефесского.
Проводя свою жизнь в трудах, молитве, и духовном окормлении паствы, Евагрий завершил свой земной путь в 399 году.

## Философия
Философия Евагрия Понтийского — это синтез христианства и философии Платона. В произведении «Умозрительные главы» он говорит о трёх началах души: 
яростном, 
умном 
и страстном. 
Это полностью соответствует представлению Платона о душе (др.-греч. - псюхе). Также он говорит об умопостигаемых предметах, которые он называет "логосами вещей". По его мнению природу вещей зрит чистый ум. Эти логосы вещей соответствуют представлениям Платона об идее. Проводится чёткая грань между чувственно воспринимаемым и умопостигаемым, точно также как у Платона между умопостигаемым и зримым.

## Литературное наследие
Автор ряда трудов о монашеской жизни («Слово о духовном делании», «Зерцало иноков и инокинь»). Разработал учение о восьми помыслах, лёгших в основу учения о семи смертных грехах: чревоугодие (1), блуд (2), сребролюбие (3), печаль (4), гнев (5), уныние (6), тщеславие (7), гордость (8). Евагрий даёт классическое определение молитвы как «беседы ума с Богом» и как «восхождение ума к Богу». Он предостерегал от проклятий во время молитвы, а также рекомендовал опускать глаза при её произнесении. Провозглашал идеал «бесстрастия». К важным элементам монашеской жизни Евагрий относил безбрачие, бедность, уединение (в монашеской келье), безмолвие и рукоделие.
На Евагрия Понтийского оказал влияние другой известный христианский мистик и богослов, Ориген. В частности, Евагрий широко применяет его аллегорический метод толкования. Так ад он именует «тьмой неведения».

## Критика
Евагрий развивал некоторые неортодоксальные идеи Оригена, за что на Пятом Вселенском Соборе (553 г.) был осуждён вместе с Оригеном как еретик.
Осуждение Евагрия было подтверждено Шестым Вселенским собором.
Евагрий и все его тексты преданы анафеме на Латеранском Соборе 649 года, также были анафематствованы те, кто не желает анафематствовать и отвергнуть работы в защиту Евагрия:

Если кто не отвергает и, в согласии со Святыми Отцами, с нами и с верой, не анафематствует душой и устами всех тех, кого святая, кафолическая и апостольская Божия Церковь (то есть пять Вселенских Соборов и все единодушные им признанные Отцы Церкви) отвергла и анафематствовала вместе с их писаниями, до самой последней строки, как нечестивых еретиков, а именно: […] Оригена, Дидима, Евагрия и всех остальных еретиков вместе взятых […]. Так вот, если кто не отвергает и не анафематствует нечестивое учение их ереси и то, что было нечестиво написано кем бы то ни было в их пользу или в их защиту, равно как и самих упомянутых еретиков […]: таковому человеку да будет анафема.
Духовное состояние и аскетическая практика Евагрия критикуется преподобным Иоанном Лествичником:

Богопротивный Евагрий воображал, что он из премудрых премудрейший, как по красноречию, так и по высоте мыслей: но он обманывался, бедный, и оказался безумнейшим из безумных, как во многих своих мнениях, так и в следующем. Он говорит: «Когда душа наша желает различных снедей, тогда должно изнурять её хлебом и водою». Предписывать это то же, что сказать малому отроку, чтобы он одним шагом взошёл на самый верх лестницы.